# Soutelo (Vieira do Minho)
Soutelo ist ein Ort und eine ehemalige Gemeinde (Freguesia) im Norden Portugals.
Soutelo gehört zum Kreis Vieira do Minho im Distrikt Braga. Die Gemeinde hatte eine Fläche von 6,2 km² und 173 Einwohner (Stand 30. Juni 2011).
Am 29. September 2013 wurden die Gemeinden Soutelo und Anissó zur neuen Gemeinde União das Freguesias de Anissó e Soutelo zusammengeschlossen.